# Châu Phước Vĩnh
Châu Phước Vĩnh (ur. 8 maja 1927) – południowowietnamski kolarz. Reprezentant Wietnamu Południowego na Letnich Igrzyskach Olimpijskich 1952 w Helsinkach. Na igrzyskach uczestniczył w wyścigu indywidualnym ze startu wspólnego, w którym nie ukończył wyścigu.